# Fëdor Ivanovič Šaljapin
Fëdor Ivanovič Šaljapin (in russo Фёдор Ива́нович Шаля́пин?; Kazan', 13 febbraio 1873 – Parigi, 12 aprile 1938) è stato un basso russo.
È stato un cantante lirico, ritenuto il più celebre basso della prima metà del XX secolo. Dotato di voce potente e versatile, grande presenza scenica e notevoli capacità recitative, è considerato l'iniziatore della recitazione naturalistica nell'opera lirica.
Il suo cognome viene traslitterato dal cirillico anche come Chaliapin o Shalyapin.

## Biografia
Nato da una famiglia modesta, entrambi contadini, figlio di Ivan Jakovlevič Šaljapin (1838-1901) e Evdokia Michailovna Prozorova (1845-1891), Šaljapin si formò da autodidatta. Esordì come cantante lirico a Tbilisi nel 1893, ma al termine della stagione si trasferì all'Opera Imperiale di San Pietroburgo. Venne poi chiamato a cantare al Teatro Bol'šoj di Mosca, dove si esibì regolarmente dal 1899 al 1914. La sua prima apparizione fuori dalla Russia avvenne nel 1901 al Teatro alla Scala di Milano, in un memorabile allestimento del Mefistofele di Arrigo Boito: Šaljapin nel ruolo di Mefistofele ed Enrico Caruso nei panni del Dottor Faust diretti dalla bacchetta di Arturo Toscanini. Quest'ultimo dichiarò, a fine carriera, che Šaljapin era il più grande talento operistico con cui aveva lavorato.
Nel novembre 1907 il cantante si esibì per la prima volta al Metropolitan di New York come Mefistofele, in dicembre come Don Basilio ne Il barbiere di Siviglia e nel 1908 Faust con Caruso e Leporello in Don Giovanni diretto da Gustav Mahler, ma le critiche non furono entusiasmanti. Ritornò su quel palcoscenico nel dicembre 1921 in Boris Godunov e, in quell'occasione, riscosse un enorme successo, che si ripeté per otto stagioni. Nel 1922 è Filippo II in Don Carlo con Giovanni Martinelli e Giuseppe De Luca e nel 1926 Don Quichotte di Massenet. Fino al marzo 1929 egli prese parte a 109 rappresentazioni del Met. Nel 1913, grazie ai contatti dell'impresario Sergej Djagilev, Šaljapin iniziò a frequentare anche Londra e Parigi. Ormai era noto a livello mondiale e i suoi spettacoli da solista, in cui proponeva anche canti popolari tradizionali russi, erano molto apprezzati dal pubblico.
Nel 1917 scoppiò la Rivoluzione russa. Šaljapin inizialmente fu trattato come un prestigioso artista dell'Unione Sovietica, ma per disaccordi con il governo sovietico, dal 1922 non ritornò più in patria, pur sostenendo di non essere anti-sovietico. Prima si trasferì in Finlandia e poi si stabilì in Francia. Il suo ruolo più famoso fu il Boris Godunov dell'opera omonima di Modest Petrovič Musorgskij, di cui registrò alcuni pezzi dal 1929 al 1931. Tra le sue interpretazioni più celebri vengono ricordate inoltre Filippo II nel Don Carlo di Giuseppe Verdi, Ivan il Terribile in La fanciulla di Pskov di Nikolaj Andreevič Rimskij-Korsakov, Mefistofele nel Faust di Charles Gounod. Le interpretazioni di Šaljapin contribuirono a rendere famose in Occidente le opere dei compositori russi quali appunto il Boris Godunov di Musorgskij, Il principe Igor' di Aleksandr Porfir'evič Borodin.
Nel 1932 pubblicò un'autobiografia intitolata Man and Mask: Forty Years in the Life of a Singer ("Uomo e maschera: quarant'anni della vita di un cantante"). In Italia fu pubblicata con il titolo Pei sentieri della vita (Fratelli Treves, 1932). Si ritirò dalle scene nel 1937 e morì a Parigi l'anno dopo a 65 anni; Sergej Rachmaninov, che fu suo grande amico, quando seppe che Šaljapin su era ammalato in modo grave, corse a Parigi e gli restò vicino sino alla fine. Fu sepolto nel cimitero dei Batignolles, poi nel 1984 le sue spoglie furono trasferite da Parigi a Mosca, per essere tumulate nel cimitero del convento di Novodevičij.

## Riconoscimenti
La sua versione dell'aria Song of the Flea di Musorgskij sarà premiata con il Grammy Hall of Fame Award nel 1999.
A lui è dedicato l'asteroide 2562 Chaliapin.

## Repertorio operistico
- Arrigo Boito: Mefistofele (Mefistofele)
- Aleksandr Porfir'evič Borodin: Il principe Igor' (Končak)
- Pëtr Il'ič Čajkovskij: Evgenij Onegin (Zaretskij)
- Domenico Cimarosa: Il matrimonio segreto (Conte Robinson)
- Aleksandr Sergeevič Dargomyžskij: Rusalka (Il mugnaio)
- Michail Ivanovič Glinka: Ruslan Ljudmila (Ruslan), Una vita per lo Zar (Ivan Susanin)
- Charles Gounod: Faust (Mefistofele)
- Ruggero Leoncavallo: Pagliacci (Tonio)
- Jules Massenet: Don Chisciotte (Don Chisciotte)
- Stanislaw Moniuszko: Halka (Stolnik)
- Wolfgang Amadeus Mozart: Don Giovanni (Leporello)
- Modest Petrovič Musorgskij: Boris Godunov (Boris Godunov), Chovanščina (Dosifej)
- Nikolaj Andreevič Rimskij-Korsakov: La fanciulla di Pskov (Ivan il Terribile), Mozart e Salieri (Antonio Salieri), La fidanzata dello zar (Sobakin), Sadko (Lo zar Oceano)
- Gioachino Rossini: Il barbiere di Siviglia (Don Basilio)
- Giuseppe Verdi: Nabucco (Zaccaria), Attila (Attila), Macbeth (Banco), Rigoletto (Sparafucile), Il trovatore (Ferrando), La forza del destino (Padre Guardiano), Don Carlo (Filippo II), Aida (Ramfis)
- Aleksej Nikolaevič Verstovskij: La tomba di Askold (Lo sconosciuto)

## Discografia parziale
- Chaliapin, A Vocal Portrait - Feodor Chaliapin, Naxos
- Chaliapin Lebendige Vergangenheit - Symphony Orchestra of Berlin/Wolfgang Sawallisch/Feodor Chaliapin, Mastercorp
- Chaliapin, Bass Arias & Songs/Recordings 1910 - 1928 - Feodor Chaliapin, Classical Moments Great Opera Singers
- Chaliapin, Prima Voce - Feodor Chaliapin/London Symphony Orchestra/Max Steimann, Nimbus